# Jason Marsden

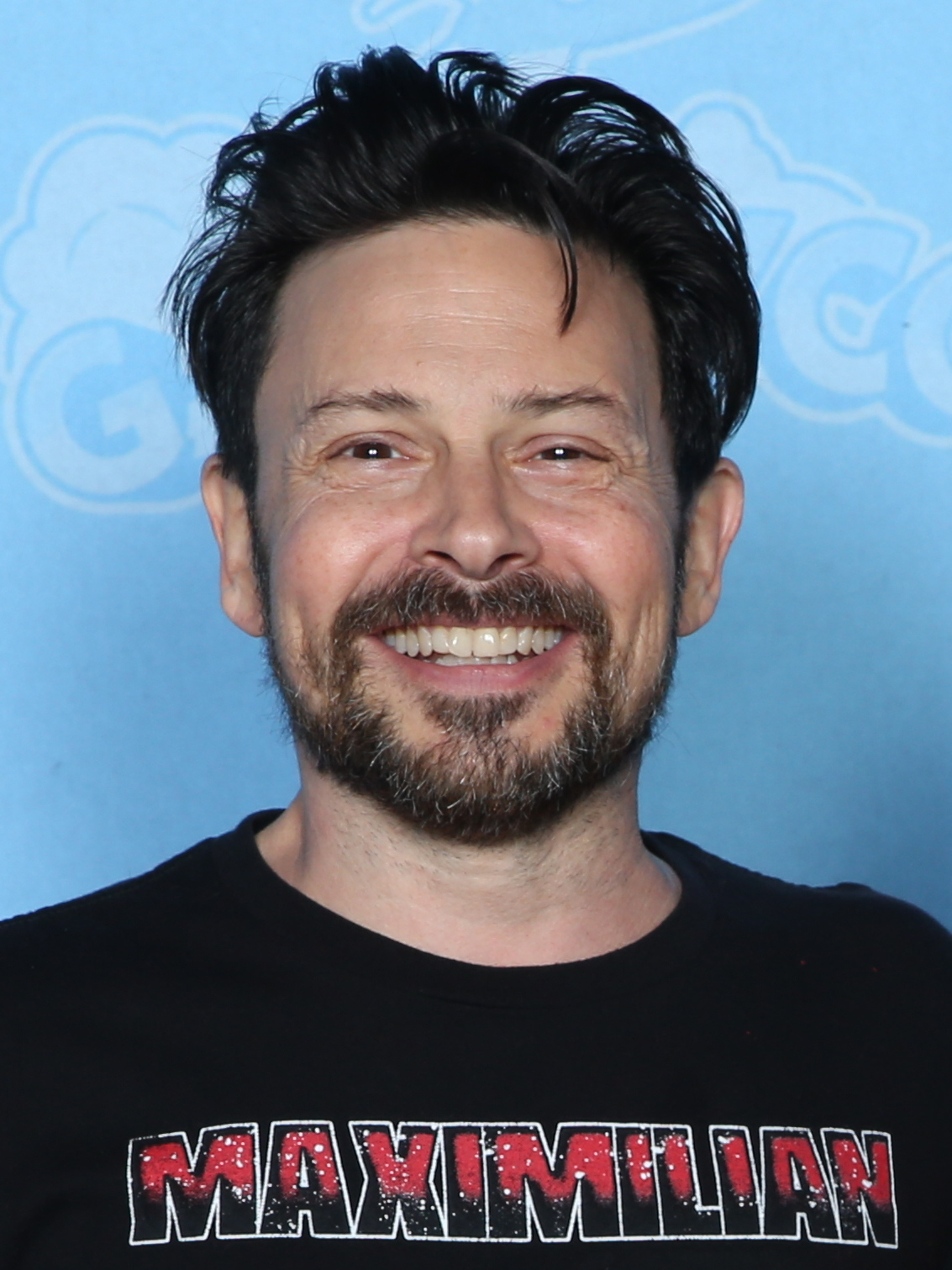
Jason Marsden (2022)

Jason Christopher Marsden (* 3. Januar 1975 in Providence, Rhode Island) ist ein US-amerikanischer Schauspieler.

## Leben und Wirken
Seine Schauspielkarriere begann im Alter von 11 Jahren mit der Rolle des Alan Quartermaine Jr. in der Serie General Hospital. Danach spielte er in der Serie Familie Munster, dem Nachfolger von The Munsters die Rolle des Eddie Munster. Nach weiteren Stationen in Fernsehserien wie  Eerie, Indiana, Eine starke Familie, Das Leben und Ich oder Star Trek: Deep Space Nine gibt er hauptsächlich seine Stimme für Zeichentrickfilme (Goofy – Der Film, Der König der Löwen 2 – Simbas Königreich, Garfield – Fett im Leben) und Serien (The Batman, Extreme Ghostbusters, Full House, Cosmo und Wanda – Wenn Elfen helfen, Afro Samurai und Disneys Gummibärenbande).

## Filmografie (Auswahl)

### Vor der Kamera
- 1986: General Hospital (Fernsehserie)
- 1988–1991: Familie Munster (The Munsters Today, Fernsehserie, 5 Folgen)
- 1989: Murphy Brown (Fernsehserie, Folge 1x20)
- 1989: Robot Jox – Die Schlacht der Stahlgiganten (Robot Jox)
- 1990: Beinahe ein Engel (Almost an Angel)
- 1992: Eerie, Indiana (Fernsehserie, 6 Folgen)
- 1992: Der letzte Komödiant – Mr. Saturday Night (Mr. Saturday Night)
- 1992: Baywatch – Die Rettungsschwimmer von Malibu (Baywatch, Fernsehserie, Folge 3x05 Zwischen zwei Fronten)
- 1992: Blossom (Fernsehserie, 2 Folgen)
- 1993: Alle meine Kinder (Almost Home, Fernsehserie, 5 Folgen)
- 1993: Die Abenteuer des Brisco County jr. (The Adventures of Brisco County, Jr., Fernsehserie, Folge 1x08)
- 1993–1998: Eine starke Familie (Step by Step, Fernsehserie, 52 Folgen)
- 1994: Was ist los mit Alex Mack? (The Secret World of Alex Mack, Fernsehserie, Folge 1x06 Jugend forscht)
- 1994: Tom (Fernsehserie, 5 Folgen)
- 1994–1995: Full House (Fernsehserie, 4 Folgen)
- 1994–1995: Das Leben und Ich (Boy Meets World, Fernsehserie, 9 Folgen)
- 1995: Hilfe, meine Familie spinnt (Family Reunion: A Relative Nightmare, Fernsehfilm)
- 1996: White Squall – Reißende Strömung (White Squall)
- 1996: Star Trek: Deep Space Nine (Fernsehserie, Folge 4x15 Der Streik)
- 1997: Clueless – Die Chaos-Clique (Clueless, Fernsehserie, Folge 1x18)
- 1997: No Night Stand (Trojan War)
- 1998: Ein Wink des Himmels (Promised Land, Fernsehserie, Folge 2x21)
- 2000: Ally McBeal (Fernsehserie, Folge 4x07 Unterm Hammer)
- 2001: Evilution – Die Bestie aus dem Cyberspace (How to Make a Monster, Fernsehfilm)
- 2002: Eben ein Stevens (Even Stevens, Fernsehserie, Folge 3x04)
- 2002: Will & Grace (Fernsehserie, Folge 5x05 Ein kleiner Ausflug)
- 2003: Auf den Spuren von Batman (Return to the Batcave: The Misadventures of Adam and Burt, Fernsehfilm)
- 2003: Just Shoot Me – Redaktion durchgeknipst (Just Shoot Me!, Fernsehserie, Folge 7x12)
- 2005: Dick und Jane (Fun with Dick and Jane)
- 2006: Nice Guys (High Hopes)
- 2007: Shark (Fernsehserie, 2 Folgen)

### In Sprechrollen
- 1988–1990: Disneys Gummibärenbande (Adventures of the Gummi Bears, Fernsehserie, 5 Folgen)
- 1990: Comic-Stars gegen Drogen (Cartoon All-Stars to the Rescue, Kurzfilm)
- 1990–1991: Peter Pan und die Piraten (Peter Pan and the Pirates, Fernsehserie, 64 Folgen)
- 1991: Raumschiff Enterprise – Das nächste Jahrhundert (Star Trek: The Next Generation, Fernsehserie, Folge 5x04 Das Recht auf Leben)
- 1993: Hocus Pocus
- 1994: Batman (Batman: The Animated Series, Fernsehserie, Folge 3x04)
- 1994/1997: Duckman (Fernsehserie, 2 Folgen)
- 1995: Shnookums & Meat (The Shnookums & Meat Funny Cartoon Show, Fernsehserie, 11 Folgen)
- 1995: Goofy – Der Film (A Goofy Movie)
- 1996: Superman: The Last Son of Krypton (Superman: Last Son of Krypton, Fernsehfilm)
- 1996–1998: Dschungelbuch-Kids (Jungle Cubs, Fernsehserie, 5 Folgen)
- 1996–1999: Superman (Superman: The Animated Series, Fernsehserie, 3 Folgen)
- 1997: Extreme Ghostbusters (Fernsehserie, 40 Folgen)
- 1998: Der König der Löwen 2 – Simbas Königreich (The Lion King II: Simba’s Pride)
- 1999: Hercules (Fernsehserie, Folge 1x42)
- 1999: Tarzan (Sprechrolle)
- 1999: Disneys Große Pause (Recess, Fernsehserie, Folge 4x04)
- 1999: Pepper Ann (Fernsehserie, 2 Folgen)
- 1999–2007: Xyber 9: New Dawn (Fernsehserie, 22 Folgen)
- 2000: Goofy nicht zu stoppen (An Extremely Goofy Movie)
- 2000: Starship Troopers (Roughnecks: Starship Troopers Chronicles, Fernsehserie, Folge 1x37)
- 2000: Captain Buzz Lightyear – Star Command (Buzz Lightyear of Star Command, Fernsehserie, Folge 1x05)
- 2000–2004: Disneys Wochenend-Kids (The Weekenders, Fernsehserie, 73 Folgen)
- 2000–2004: Static Shock (Fernsehserie, 51 Folgen)
- 2001: Chihiros Reise ins Zauberland (Sprechrolle in englischer Fassung)
- 2001: Disneys Tarzan (The Legend of Tarzan, Fernsehserie, 6 Folgen)
- 2001–2002: Invader Zim (Fernsehserie, 3 Folgen)
- 2001–2002: Mickys Clubhaus (Disney’s House of Mouse, Fernsehserie, 8 Folgen)
- 2001–2004: Die Liga der Gerechten (Justice League, Fernsehserie, 11 Folgen)
- 2002–2004: Teenage Robot (My Life as a Teenage Robot, Fernsehserie, 3 Folgen)
- 2002–2011: Cosmo & Wanda – Wenn Elfen helfen (The Fairly OddParents, Fernsehserie, 5 Folgen)
- 2003: Lilo & Stitch (Lilo & Stitch: The Series, Fernsehserie, Folge 1x02)
- 2003–2005: Mucha Lucha (¡Mucha Lucha!, Webserie, 9 Folgen)
- 2004: Barbaren-Dave (Dave the Barbarian, Fernsehserie, Folge 1x04)
- 2004: Jimmy Neutron vs. Timmy Turner (The Jimmy Timmy Power Hour, Fernsehfilm)
- 2004: Mickys turbulente Weihnachtszeit (Mickey’s Twice Upon a Christmas)
- 2004–2005: Jimmy Neutron (The Adventures of Jimmy Neutron, Boy Genius, Fernsehserie, 2 Folgen)
- 2004–2007: Kim Possible (Fernsehserie, 6 Folgen)
- 2004–2007: The Batman (Fernsehserie, 6 Folgen)
- 2005: Deckname: Kids Next Door (Ed edd n eddy, Fernsehserie, 4 Folgen)
- 2005: Teen Titans (Fernsehserie, 3 Folgen)
- 2005–2006: W.i.t.c.h. (Fernsehserie, 22 Folgen)
- 2005–2007: Loonatics Unleashed (Fernsehserie, 26 Folgen)
- 2006: Bärenbrüder 2 (Brother Bear 2)
- 2006–2008: Tauschrausch (The Replacements, Fernsehserie, 5 Folgen)
- 2007: Afro Samurai (Miniserie, 2 Folgen)
- 2007: Garfield – Fett im Leben (Garfield Gets Real)
- 2008–2011: Batman: The Brave and the Bold (Fernsehserie, 7 Folgen)
- 2009: Garfield – Tierische Helden (Garfield’s Pet Force)
- 2009–2013: The Garfield Show (Fernsehserie, 21 Folgen)
- 2010–2013: Generator Rex (Fernsehserie, 7 Folgen)
- 2010–2013: Mad (Fernsehserie, 5 Folgen)
- 2011: The Super Hero Squad Show (Fernsehserie, 2 Folgen)
- 2011: Ben 10: Ultimate Alien (Fernsehserie, 2 Folgen)
- 2011–2016: Transformers: Rescue Bots (Fernsehserie, 104 Folgen)
- 2012: Mission Scooby-Doo (Scooby-Doo! Mystery Incorporated, Fernsehserie, Folge 2x04)
- 2012: Space Guys in Space (Fernsehserie, 21 Folgen)
- 2012–2013: DC Nation’s Farm League (Miniserie, 5 Folgen)
- 2012–2013: Kaijudo (Kaijudo: Rise of the Duel Masters, Fernsehserie, 16 Folgen)
- seit 2012: Young Justice (Fernsehserie, Sprechrolle)
- 2013: Die Monster Uni (Monsters University)
- 2013: Der ultimative Spider-Man (Ultimate Spider-Man, Fernsehserie, 2 Folgen)
- 2013–2014: Die Legende von Korra (The Legend of Korra, Fernsehserie, 5 Folgen)
- 2015: Hulk und das Team S.M.A.S.H. (Hulk and the Agents of S.M.A.S.H., Fernsehserie, Folge 2x23)
- 2016: Pets (The Secret Life of Pets)
- 2016/2019: Die Garde der Löwen (The Lion Guard, Fernsehserie, 2 Folgen)
- 2017: DuckTales (Fernsehserie, 2 Folgen)